# Metabolismo del etanol

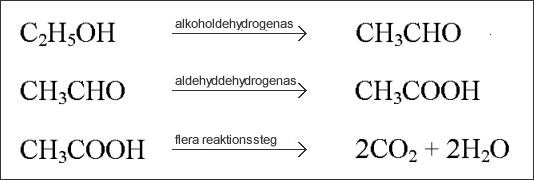
Metabolismo del etanol

El etanol, parte de la dieta de los humanos por cientos de años, es metabolizado en el cuerpo luego de cada ingesta, pues no existen mecanismos para excretarlo.
El etanol es metabolizado principalmente en el hígado, puesto que éste contiene tanto la alcohol deshidrogenasa, como el sistema microsomal de oxidación del etanol; dos de las enzimas responsables del metabolismo del etanol.

## Vías metabólicas del metabolismo del etanol
El metabolismo del etanol incluye dos pasos; de etanol a acetaldehído y de acetaldehído a acetato. Este último, pasa a ser acetil-CoA, el cual puede ser metabolizado en el ciclo de Krebs o puede ser utilizado en la síntesis de ácidos grasos. El etanol puede ser convertido a acetaldehído por tres enzimas; la alcohol deshidrogenasa, el sistema microsomal de oxidación del etanol y la catalasa.

### Alcohol deshidrogenasa
El metabolismo del etanol en el hígado y en el estómago comienza principalmente con la enzima citosólica dependiente de NAD+: la alcohol deshidrogenasa (ADH). Existen varias isoenzimas de la ADH, todas con un distinto Km por el etanol. La reacción catalizada por la ADH es la siguiente:
etanol + NAD+ → acetaldehído + NADH + H+
El NADH que se produce puede ser enviado a la mitocondria, donde participa en la síntesis de ATP.

### Citocromo P450 oxidasa microsómica
Este sistema se encuentra principalmente en el hígado. A diferencia de la ADH, este sistema utiliza NADPH, el cual también es oxidado. El principal componente oxidante del etanol del MEOS tiene un km por el etanol mucho más alto que la ADH, razón por la cual este sistema sólo funciona cuando hay una gran concentración de etanol presente. La oxidación del etanol catalizada por MEOS se observa en la siguiente reacción:
etanol + NADPH + H+ + 2O2 → acetaldehído + NADP+ + 2H2O2

### Catalasa
La oxidación del etanol por medio de la catalasa utiliza peróxido de hidrógeno:
etanol + H2O2 → acetaldehído + H2O
El peróxido de hidrógeno utilizado para esta reacción se deriva principalmente la reacción mediada por la xantina oxidasa del catabolismo de purinas:
hipoxantina + H2O + O2 → xantina + H2O2

### Metabolismo del acetaldehído
El acetaldehído es oxidado a acetato mediante la enzima acetaldehído deshidrogenasa dependiente de NAD+. Esta enzima se encuentra tanto en el citosol como en la mitocondria. La reacción catalizada es la siguiente:
acetaldehído + NAD+ → acetato + NADH + H+

### Metabolismo del acetato resultante del metabolismo del etanol
El acetato resultante de la oxidación del acetaldehído pasa a ser acetil-CoA gracias a la reacción con la coenzima A mostrada a continuación:
acetato + CoASH + ATP → acetil-CoA + AMP + PPi
El acetil Co-A resultante se utiliza principalmente en la grasa, síntesis de ácidos grasos y colesterol, especialmente cuando el etanol se consume con carbohidratos. Por el contrario, cuando hay un consumo de etanol sin carbohidratos, el acetil Co-A generado es oxidado a CO2 y agua.

## Regulación del metabolismo del etanol
Cuando hay un gran consumo de etanol, el sistema microsomal de oxidación del etanol se activa y se empieza a acumular acetaldehído, ya que la velocidad de producción de éste es mayor a la velocidad a la cual la acetaldehído deshidrogenasa puede actuar. Esta acumulación de acetaldehído puede llegar a causar daño hepático.
Existen diferencias tanto genéticas como de género al momento de metabolizar el etanol. Por ejemplo, las mujeres premenopáusicas tienen, por lo general, niveles de alcohol deshidrogenasa gástrica menores que los hombres, lo cual sumado a la masa corporal se cree que es lo que ocasiona que las mujeres sean, generalmente, menos tolerantes al alcohol que los hombres.
Se han encontrado varios polimorfismos relacionados con las enzimas que metabolizan el etanol dentro de los cuales se encuentra una variación en la isoenzima de la acetaldehído deshidrogenasa hepática, lo que hace que las personas con esta variante sean más susceptibles a efectos tales como náuseas y dolores de cabeza, debido a la acumulación de acetaldehído, puesto que no lo pueden metabolizar con la misma rapidez que las otras personas.

## Consecuencias del consumo del etanol

### Hipoglucemia, acidosis y cetoacidosis
Las reacciones catalizadas tanto por la ADH como por la acetaldehído deshidrogenasa producen NADH, lo que hace que la concentración de NAD+ disminuya. Al haber una baja concentración de NAD+, la lactato deshidrogenasa se activa, lo que evita la entrada de lactato a la gluconeogenesis. Si la gluconeogenesis no tiene sustrato suficiente, no habrá producción de glucosa, lo que resulta en hipoglucemia. Adicionalmente, como el lactato no puede entrar a la gluconeogenesis, el nivel de lactato en el plasma aumenta, lo que resulta en acidosis.
Altas cantidades en el consumo de etanol también puede producir cuerpos cetonicos. Una gran parte del acetato producido en la oxidación del acetaldehído permanece en el hígado, donde es activado a acetil Co-A. El acetil-CoA no puede entrar al ciclo de Krebs debido a la baja concentración de NAD+, la cual reduce la actividad de la malato deshidrogenasa, reduciendo así la cantidad de oxaloacetato presente. Por esta razón el acetil Co-A pasa a producir acetoacetato, el cual después se reduce a β-hidroxibutirato, el cual genera la acidosis.

### Hígado graso
La gran concentración de NADH en comparación con NAD+ inhibe la oxidación de ácidos grasos. Además, la síntesis de ácidos grasos aumenta debido a que se acumula citrato en el citosol (gracias a que el ciclo de Krebs se encuentra inactivo), lo que hace que se active la acetil-CoA carboxilasa; la primera enzima de la síntesis de ácidos grasos. Adicionalmente, las grandes concentraciones de NADH hacen que se produzca NADPH, el cual también estimula la síntesis de ácidos grasos. Gracias a distintas hormonas, como el glucagón y la hidrocortisona, se estimula la lipólisis en el tejido adiposo, lo que genera la entrada de tanto glicerol como ácidos grasos en el hígado, haciendo posible la formación de triglicéridos.

### Metabolismo del etanol y cáncer
El consumo de alcohol puede aumentar el riesgo de desarrollar cáncer, debido a la toxicidad del acetaldehído.
El acetaldehído tiene varios efectos dañinos en el cuerpo, dentro de los cuales se encuentra la interferencia en la Replicación del ADN, ya que inhibe el proceso mediante el cual el cuerpo repara el ADN defectuoso.